# 潟スキー

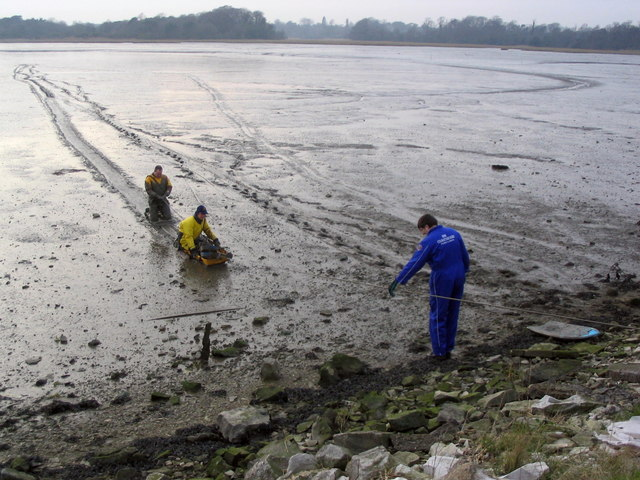
イングランド南岸にあるホールズベイの潟スキー（潟スキーを使った救助訓練）

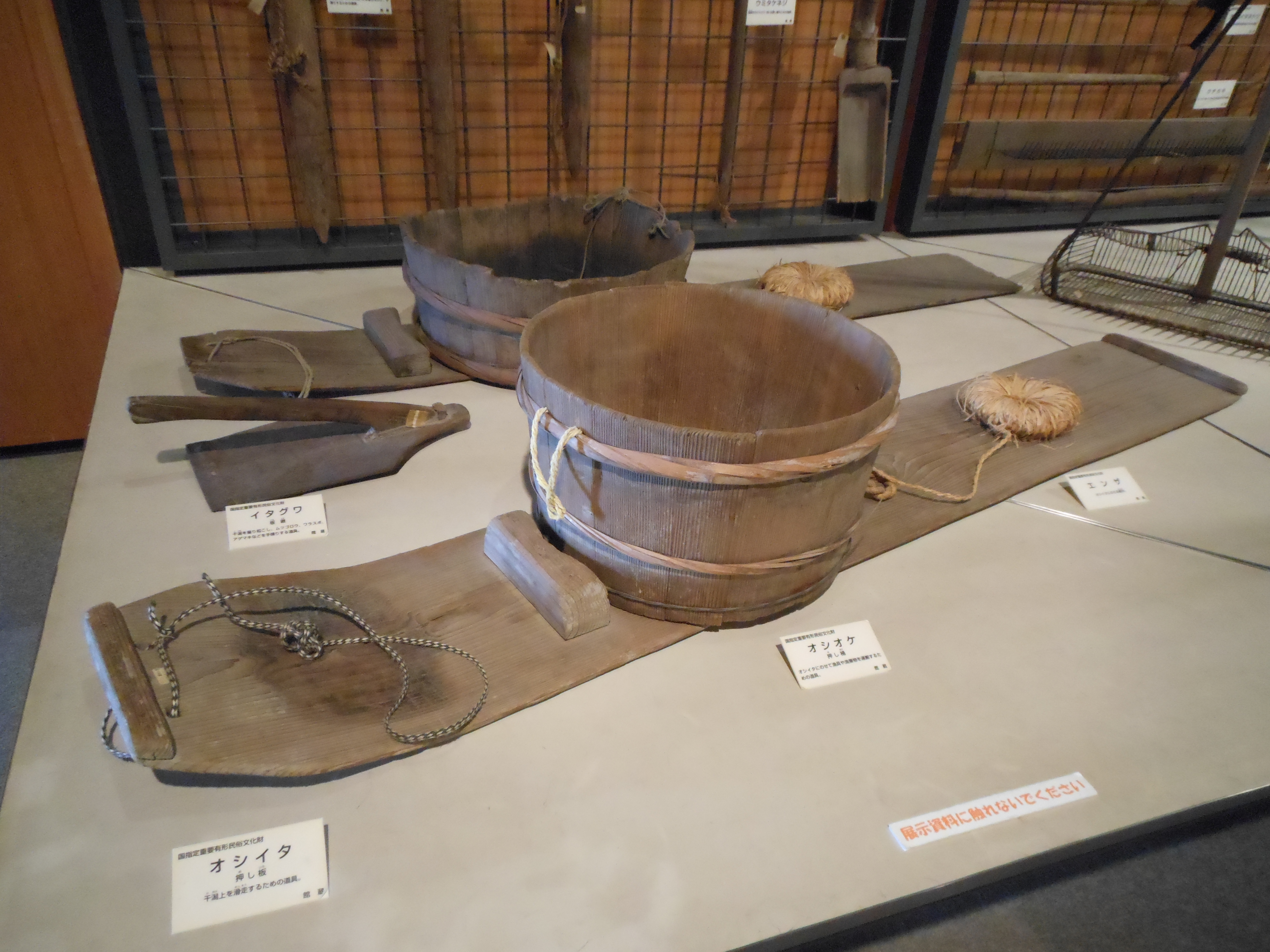
有明海の「押し板」および桶（佐賀県立博物館展示品）

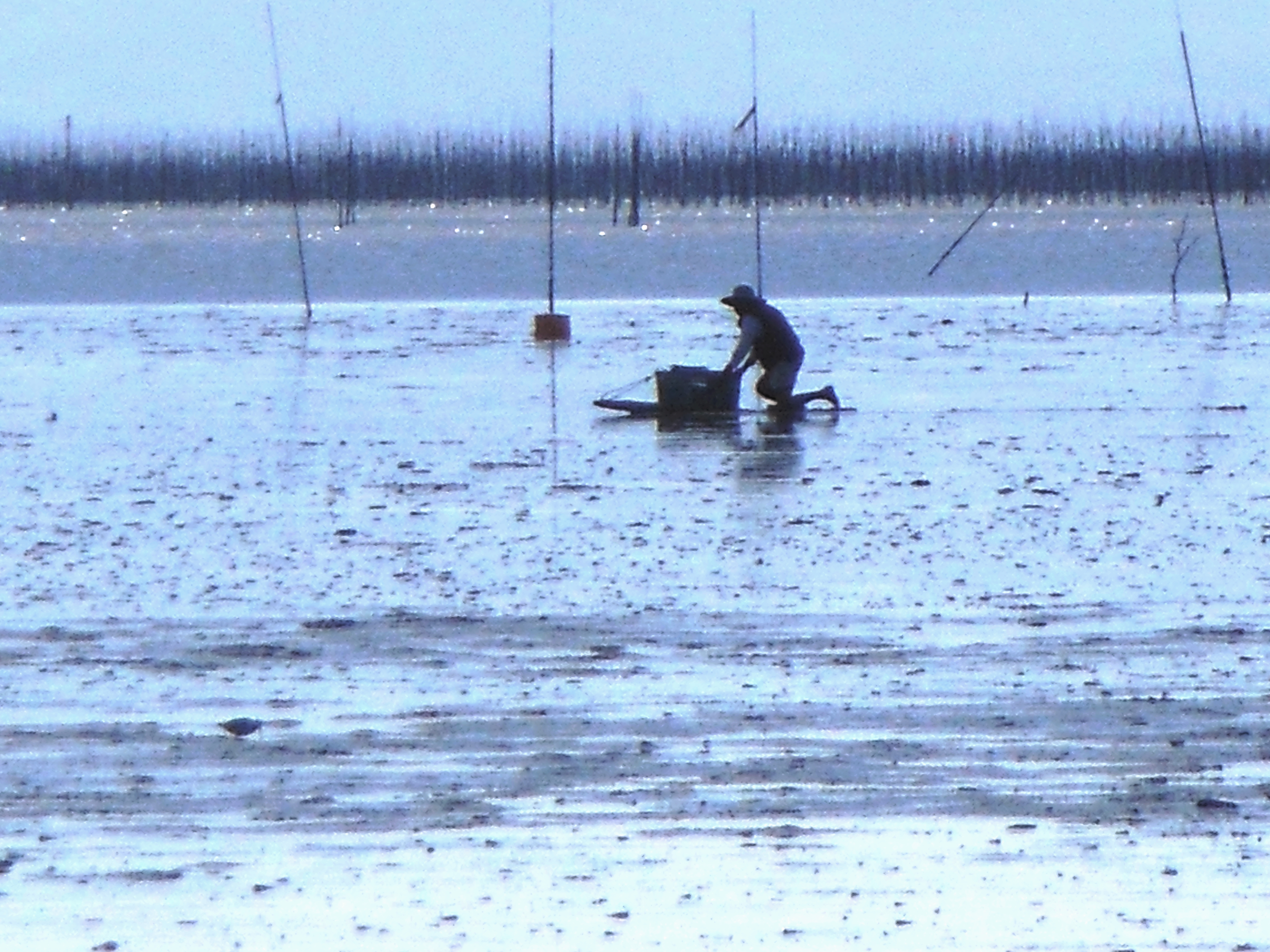
有明海の干潟上で押し板に乗る潟漁師

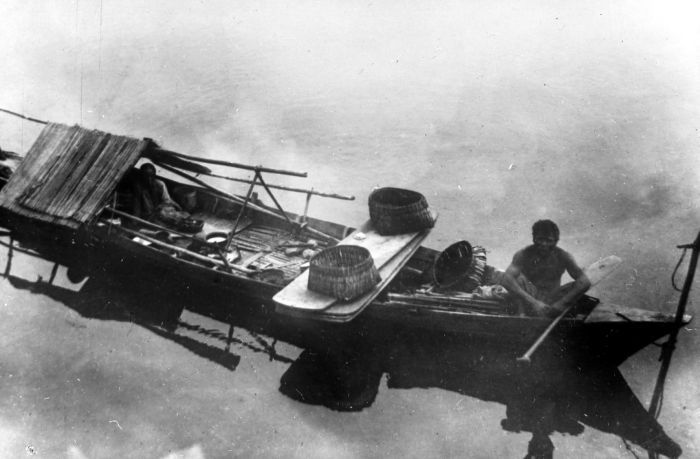
スマトラ島の漂海民の家船の上に置かれた潟スキー

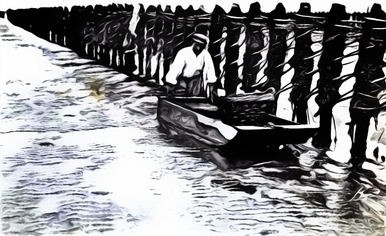
フランスの船型潟スキー

潟スキー（がたスキー、英語：mud sledge）とは、泥質干潟上で使用される交通具、運搬具あるいは副漁具である。潟スキーに乗ることにより、泥質干潟に手足をとられずに、干潟上を高速で移動するということが可能となる。世界各地の泥質干潟地帯に広く分布している。外国語からの直訳で、潟スキーを泥橇と表現する場合もある。

## 概要
世界で初めて潟スキーを体系的に調査研究した文化人類学者の西村朝日太郎は、各地の潟スキーを大きく3類型に分類した。すなわち、上海やヨーロッパで見られる船型の潟スキー（上海型）、マカオやジャワ島東部で見られる把手付の板状の潟スキー（広東型）、日本やメコンデルタ、スマトラ島東部で見られる把手のない板状の潟スキー（東南アジア型）である。船型の潟スキーは、深田で使われる田舟とその形状が酷似しており、両者を同一の文化徴表であるとする見解もある。
村祭りの際などに、潟スキーを使った競争競技が東南アジア他では伝統的に実施されてきている一方、近年では、潟スキーを観光資源として、大規模な潟スキーのレースや関連イベントなども世界各地で開催されている。

## 日本
日本では、九州の諫早湾を含む有明海沿岸部で使われているが、かつては岡山市の児島湾でも見られていた。前者の潟スキーは、跳ね板、す板、蹴り板などと、後者では潟板、沖板、滑り板、走り板などと呼ばれていた。有明海では、すぼかきでワラスボを、むつかけでムツゴロウを漁獲する際に、潟スキーが利用される。
佐賀県鹿島市のイベント「鹿島ガタリンピック」では、潟スキーで有明海の干潟の上を滑る競争「人間むつごろう」が行われている。また、有明海を管轄する三池海上保安部には巡視艇が近づけない干潟での救助を行うため、潟スキーを利用した救助隊が2011年に発足している。

## 中国
朝鮮半島南部から渤海湾沿岸部、江蘇省からマカオを含む広東省の東シナ海沿岸部にかけての泥質干潟地帯に、潟スキーの広範囲な分布が見られる。上海周辺部の泥摸船（把手付の船型潟スキー）については、世界最小の漁船かも知れないという意見がある。

## 東南アジア
ベトナムの紅河デルタおよびメコンデルタ、カンボジアとタイを含むシャム湾沿岸部では、潟スキーが広く使用されている。スマトラ島東部からマレー半島南部にかけては、漂海民および沿岸マレー人がサルボウガイの採集などに潟スキーをあまねく利用している。ジャワ島東部のスラバヤ近郊の泥質干潟地帯でも、潟スキーの集中的な分布が見られる。

## ヨーロッパ
フランス西部、イギリス南部、オランダからドイツ北部にかけての北海沿岸部では、潟スキーが伝統的に広く使われてきた。ドイツでは、潟スキーを犬に牽引させるという文化もある。ドイツの東フリースラントでは、国際的な「潟スキー競争F1」が定期的に開催されている。